# Amargo
Amargo (do latim: amarus) descreve o gosto primário produzido por soluções aquosas de substâncias amargas, como por exemplo solução de cafeína bem como o Chimarrão, a Chicória, a Gentiana lutea e o famoso Denatônio.